# Iglesia de San Leonardo (Zoutleeuw)
La Iglesia de San Leonardo (holandés: Sint-Leonarduskerk ) en Zoutleeuw, Bélgica, se levanta en el antiguo emplazamiento de una capilla románica  erigida en 1125 por los benedictinos de la abadía de Vlierbeek, cerca de Lovaina. La construcción de la iglesia actual comenzó alrededor de 1231 y las adiciones continuaron hasta el siglo XVI. Realizado principalmente en estilo gótico, el edificio en sus partes más antiguas muestra rastros del estilo arquitectónico románico.
Las dos pesadas torres cuadradas que flanquean la fachada oeste están conectadas entre sí por medio de una galería sobre la nave. La esbelta torre central, de sección octogonal, contiene un carillón con 24 campanas. En 1999, la UNESCO incluyó las torres y la iglesia como parte del Patrimonio de la Humanidad Campanarios de Bélgica y Francia.

Pocas iglesias medievales de Bélgica, por no decir ninguna, se conservan en tan buen estado como la de San Leonardo, que se mantuvo al margen de la iconoclasia generalizada durante la Reforma Protestante. También sobrevivió intacta a la Revolución Francesa, porque tres canónigos juraron fidelidad al régimen francés. Así, el interior ofrece una visión auténtica de cómo se amueblaban las iglesias de Brabante hace siglos.

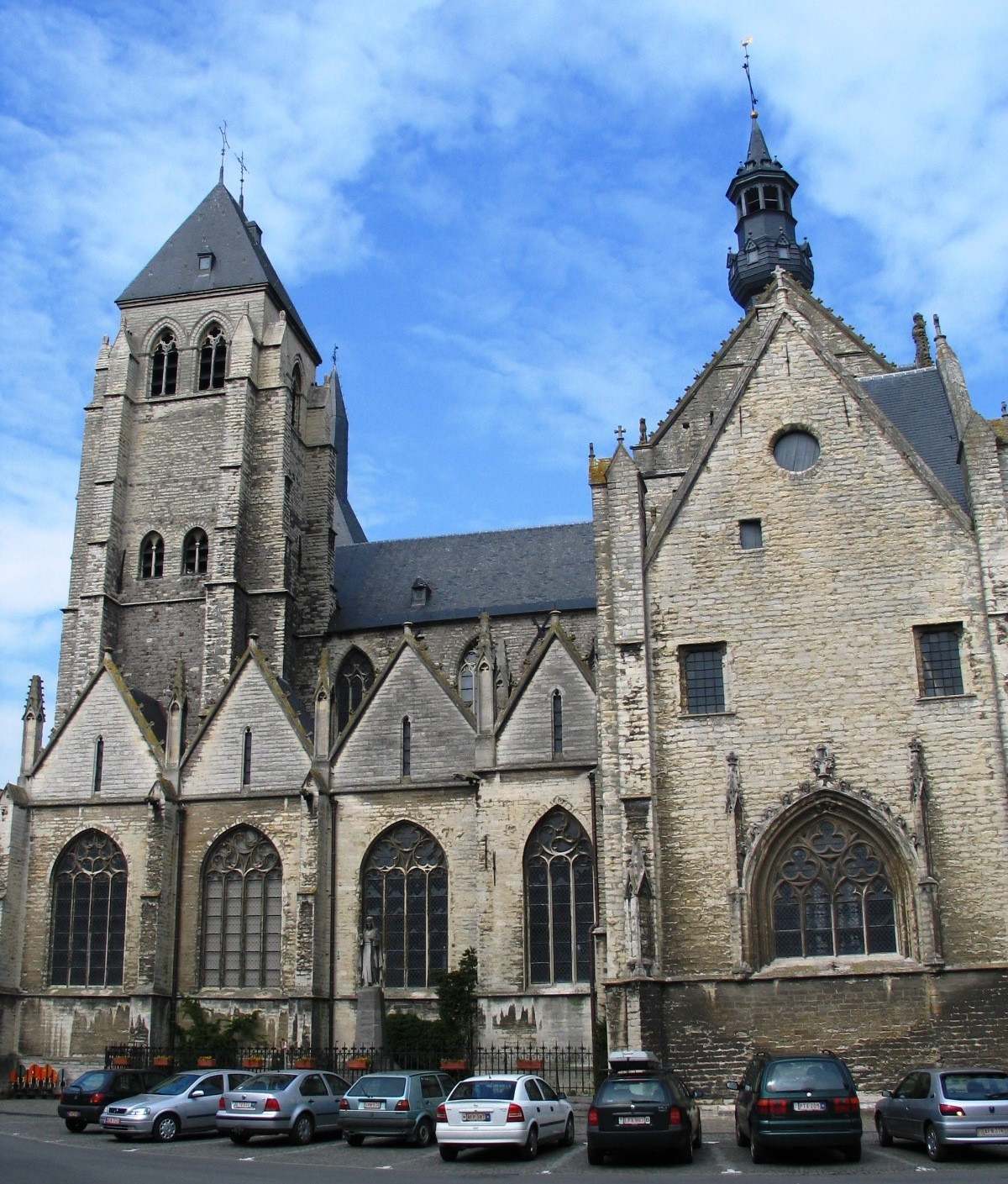
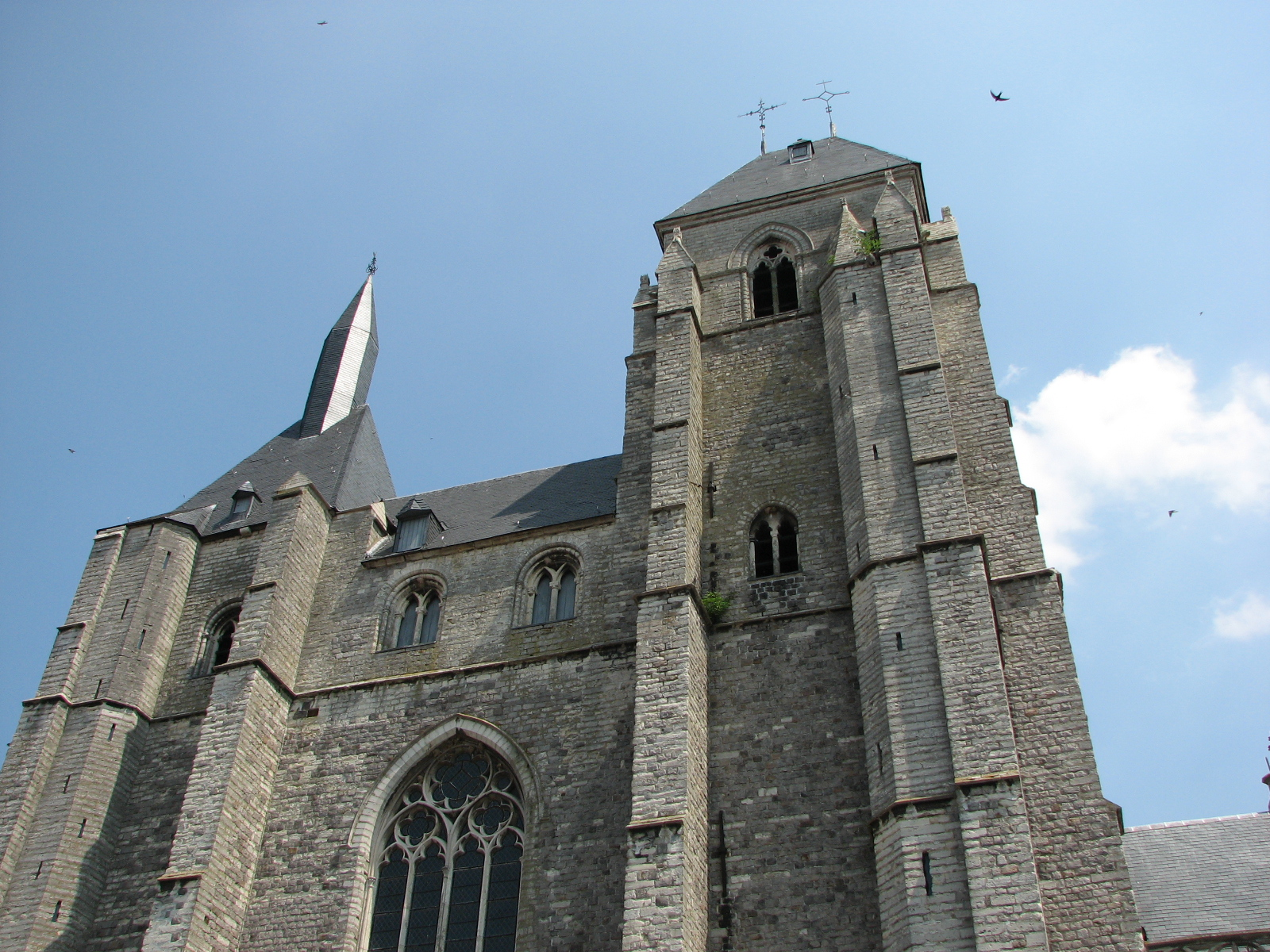
Frente oeste
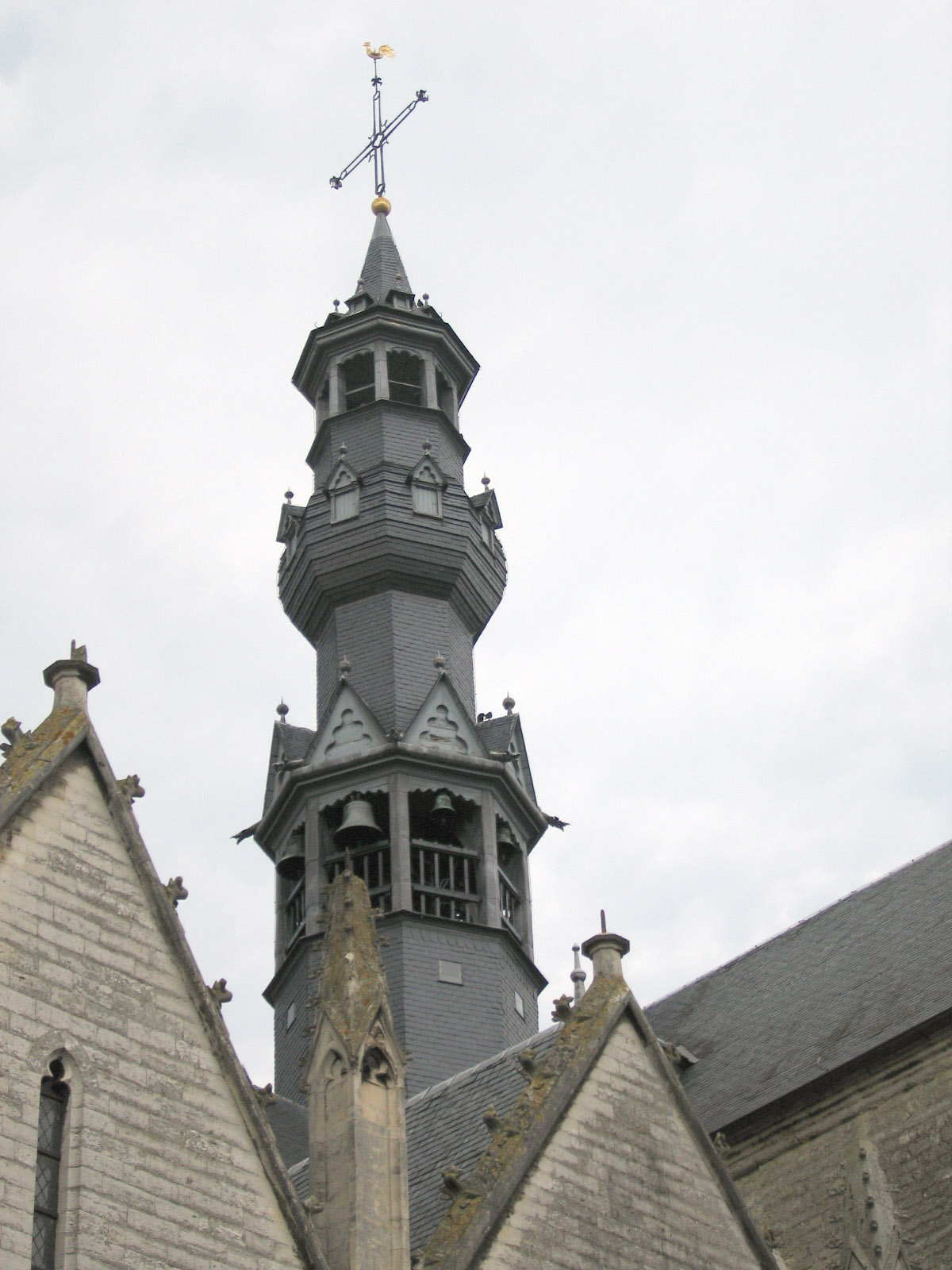
Central tower

## Reliquias de arte
- un sagrario en forma de torre de 18 metros de altura y nueve niveles, construido en 1552 por Cornelis Floris de Vriendt. Esta torre de piedra blanca de Avesnes fue enviada a la iglesia en componentes, desde el taller de Vriendt en Amberes.
- el Marianum, una escultura de la Virgen María pintada a dos caras, del siglo XVI.
- un icono de la Virgen María de 1250.
- un candelabro de latón de seis metros de altura de 1483.
- iconos de San Leonardo de Noblat (el santo patrón del mismo nombre de la iglesia) de 1300 y 1505.
- el retablo de San Leonardo de 1478.
- una pietà de madera del siglo XV.
- un crucifijo románico del siglo XI.
- un atril de latón con una escultura de un águila .
- un retablo renacentista de Santa Ana, del siglo XVI.

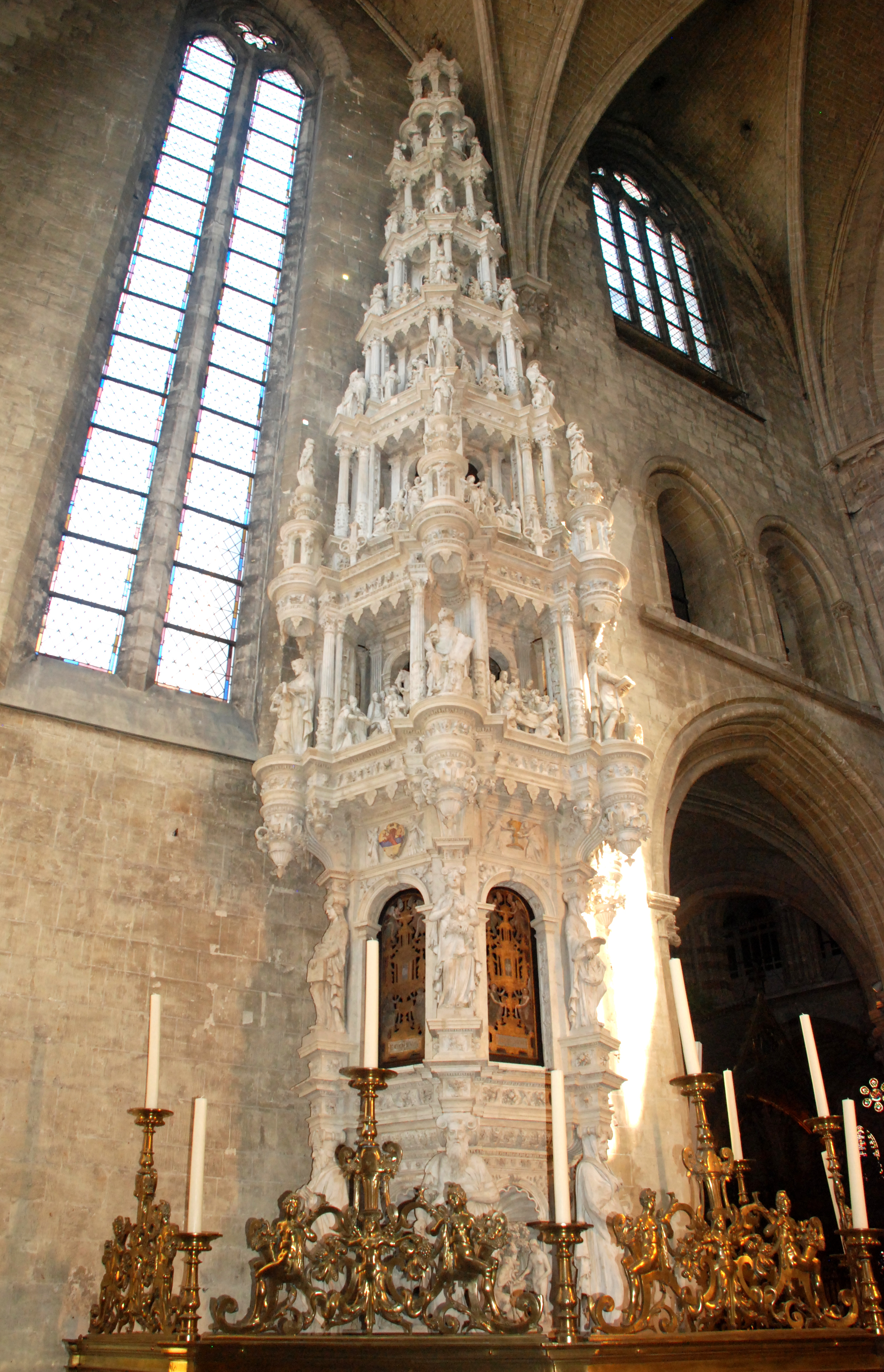
Sagrario